# Vydří

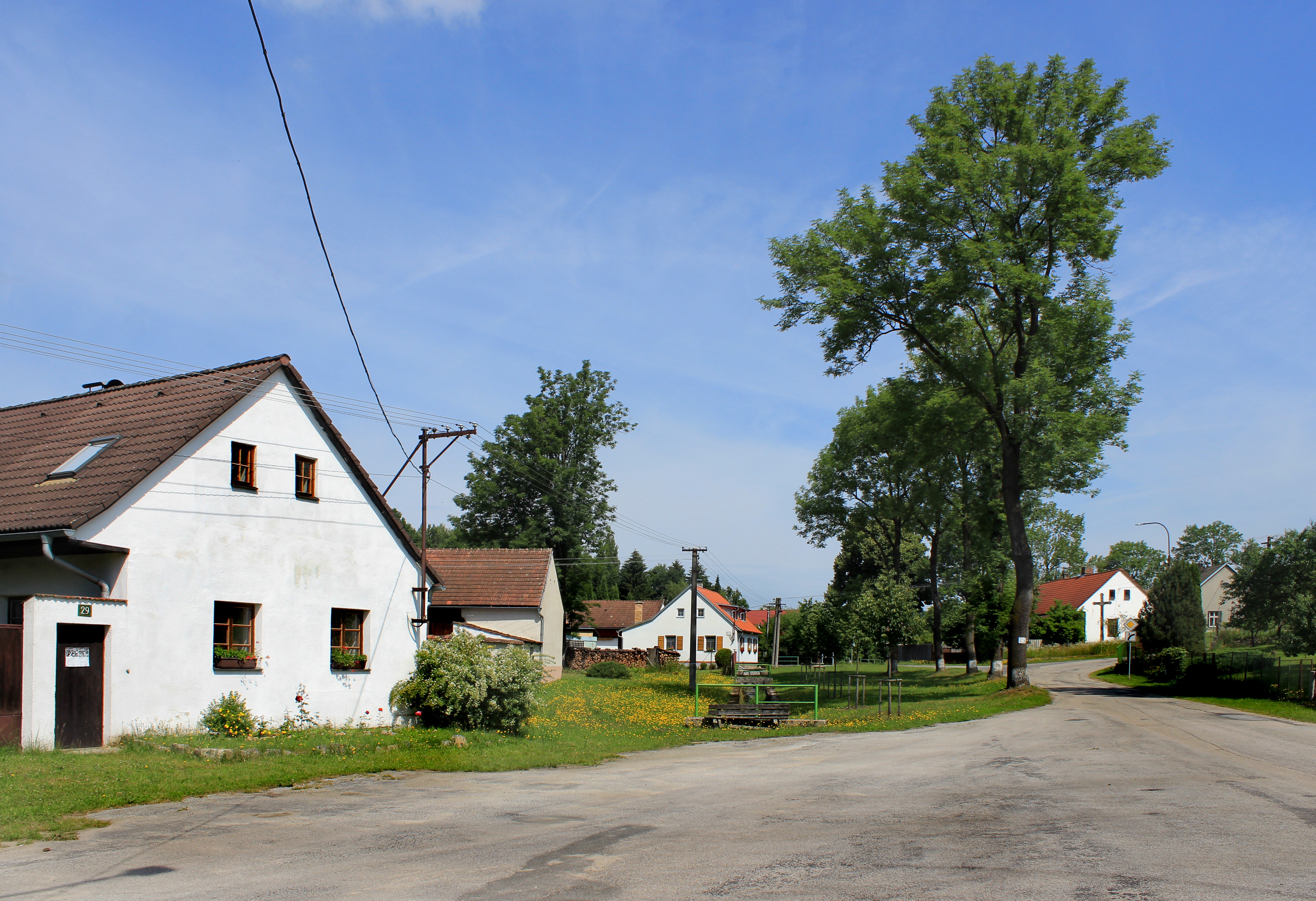
Dorfplatz

Vydří (deutsch Widern) ist eine Gemeinde in Tschechien. Sie befindet sich sieben Kilometer südwestlich von Jindřichův Hradec und gehört zum Okres Jindřichův Hradec.

## Geographie
Vydří befindet sich am Vyderský potok rechtsseitig der Nežárka im östlichen Randgebiet des Wittingauer Beckens.
Umgeben wird der Ort von mehreren Fischteichen.
Nachbarorte sind Políkno und Horní Žďár im Nordosten, Dolní Žďár und Horní Lhota im Osten, Lásenice im Südosten, Dvorce im Süden, Stráž nad Nežárkou im Südwesten, Plavsko im Westen sowie Hatín und Polště im Nordwesten.

## Geschichte
Erstmals urkundlich erwähnt wurde das Dorf im Jahre 1364.

## Gemeindegliederung
Für die Gemeinde Vydří sind keine Ortsteile ausgewiesen.